# Annemarie Jacir
Annemarie Jacir, née le 17 janvier 1974 à Bethléem, Palestine, est une réalisatrice, productrice et autrice palestinienne,. 

## Carrière

### Réalisation
En 2007, Annemarie  Jacir tourne son premier long métrage en tant que réalisatrice palestinienne, Le Sel de la mer, qui raconte l'histoire d'une Américaine de la classe ouvrière dont les parents sont des réfugiés palestiniens et qui retourne pour la première fois dans leur pays d'origine. Ses films font leur début au Festival de Cannes et remportent divers prix dont le prix de la Fédération internationale de la presse cinématographique, le prix Muhr Arab du meilleur scénario au Festival international du film de Dubaï, le prix Cinema in Motion au Festival international du film de Saint-Sébastien. Le film constitue la candidature de la Palestine à la 81e cérémonie des Oscars pour le prix du meilleur film international.

### Poésie
Sa poésie et ses récits sont publiés dans des revues littéraires et anthologies, notamment Mizna, la Crab Orchard Review et The Poetry of Arab Women : A Contemporary Anthology et elle donne des lectures avec le poète Amiri Baraka.

## Filmographie

### Réalisatrice de cinéma
- 2003 : Like Twenty Impossibles (en) (court-métrage)
- 2005 : Quelques miettes pour les oiseaux, coréalisé avec Nassim Amouache
- 2008 : Le Sel de la mer
- 2012 : Quand je t'ai vu[8] (Lamma shoftak)
- 2016 : À la poursuite du manuscrit sacré : La Quête de la vérité (The Rendez-vous), coréalisé avec Amin Matalqa
- 2017 : Wajib, l'Invitation au mariage
- 2023 : La Théorie de l'oubli[9]
- 2025 : Palestine 36

### Réalisatrice de télévision
- 2019 : Ramy — un épisode

### Directrice de la photographie
- 2004 : Until When
- 2005 : Quelques miettes pour les oiseaux d'Annemarie Jacir et Nassim Amouache